# 佩里耶奈肯帕拉耶姆
佩里耶奈肯帕拉耶姆（Periyanaickenpalayam），是印度泰米尔纳德邦Coimbatore县的一个城镇。总人口22921（2001年）。

## 人口
该地2001年总人口22921人，其中男性11956人，女性10965人；0—6岁人口1964人，其中男1029人，女935人；识字率79.02%，其中男性为84.48%，女性为73.07%。